# L'uccello che girava le viti del mondo
L'uccello che girava le viti del mondo (ねじまき鳥クロニクル?, Nejimaki-dori kuronikuru) è un romanzo di Haruki Murakami pubblicato in tre parti tra il 1994 e il 1995. Per questo romanzo, Murakami ha vinto il prestigioso Premio Yomiuri-bungaku, conferitogli da uno dei suoi acerrimi critici precedenti, il Premio Nobel Kenzaburō Ōe.
Il romanzo, ambientato principalmente a Tokyo tra il 1984 e 1985, è scritto in prima persona, e contiene numerose interruzioni in cui viene raccontata la storia precedente dei vari personaggi. Nella terza parte del romanzo, la narrazione lineare lascia il posto a una serie di capitoli frammentari per stile e cronologia.

## Trama
Il romanzo segue la vita del protagonista, il trentenne Toru Okada, da quando riceve una strana telefonata da una donna che non conosce, la quale, però, conosce lui molto bene. Oltre a questa strana situazione, la scomparsa del gatto domestico segna il momento in cui la vita di Toru prende una piega imprevista, fitta di difficoltà, che lo porta a incontrare vari personaggi, la maggior parte femminili. Alla fine della prima parte viene lasciato misteriosamente dalla moglie, le successive due parti sono dedicate al suo tentativo di ritrovarla.
Uno degli snodi principali è l'improvvisa comparsa del tenente Mamiya, un anziano signore che racconta a Toru le vicissitudini della sua terribile esperienza in Mongolia durante la seconda guerra sino-giapponese, tra cui quella di esser stato gettato a morire in un pozzo prosciugato. Per Toru il pozzo asciutto che si trova nel suo quartiere di Tokyo diventa il tramite per accedere a un mondo parallelo attraverso cui è convinto di poter ritrovare la moglie.

## Personaggi
Questo romanzo ha molti personaggi; i principali sono:
- Toru Okada: Narratore e protagonista, Toru è un giovane che vive a Tokyo. È sposato con Kumiko che ama profondamente. All'inizio del racconto ha appena lasciato il proprio lavoro, è disoccupato e non ha una visione chiara del proprio futuro. Si occupa della casa, cucina e, per rilassarsi, stira le camicie.
- Kumiko Okada: È la moglie di Toru. È colei che mantiene la famiglia e per questo è la più autonoma dei due. Lavora presso una casa editrice.
- Noboru Wataya: Noboru è il fratello di Kumiko. È presentato come una figura di grande potere mediatico; la gente lo ama, mentre Toru lo odia. Noboru appare inizialmente come docente universitario, nel corso della storia diventa un politico e, apparentemente, non ha una vita personale. Il nome di Noboru Wataya è stato anche attribuito da Toru e Kumiko al loro gatto, che Toru ha successivamente ribattezzato Sawara.
- May Kasahara: May è un'adolescente irrequieta che deliberatamente non frequenta la scuola. Toru e May nel corso del romanzo hanno costanti conversazioni; quando May è lontana, scrive a Toru delle lettere. Le loro conversazioni sono spesso bizzarre, con riflessioni sulla morte e sul deterioramento della vita umana.
- Tenente Mamiya: Ufficiale dell'esercito giapponese, incontra Toru in occasione della consegna di un ricordo del signor Honda, secondo quanto contenuto nel testamento di quest'ultimo. È stato segnato emotivamente dall'uccisione cruenta di un suo superiore e da parecchi giorni trascorsi in un pozzo senz'acqua. Racconta le sue vicissitudini a Toru, di persona e per lettera.
- Malta Kano: È una medium, che ha cambiato il suo nome in "Malta" dopo aver trascorso un periodo di rinunce nell'omonima isola. A lei si è rivolta Kumiko per risolvere il mistero della sparizione del gatto.
- Creta Kano: È la sorella minore di Malta e sua aiutante. Dice di se stessa di essere stata prima una "prostituta fisica", poi una "prostituta della mente." Racconta di essere stata violentata da Noboru Wataya.
- Nutmeg Akasaka: Nutmeg è una donna matura molto elegante. Incontra per la prima volta Toru mentre costui siede su una panchina e osserva i passanti a Shinjuku. La seconda volta viene attratta da una voglia che Toru ha sulla guancia. Con Toru condivide parecchie strane coincidenze. Il nome "Nutmeg Akasaka" è in realtà lo pseudonimo che la donna si è data in relazione al fatto che il nome reale, mai citato nel romanzo, non aveva importanza.
- Cinnamon Akasaka: È il figlio di Nutmeg. Non parla dall'età di 6 anni. Comunica, facendosi capire perfettamente, con movimenti delle mani e della bocca. "Cinnamon" è uno pseudonimo coniato da Nutmeg.

## Edizioni
De L'uccello che girava le viti del mondo esistono almeno tre versioni: l'edizione originale giapponese, l'edizione inglese 'tagliata' dal traduttore Jay Rubin su richiesta dell'editrice americana Knopf e il tascabile giapponese, per il quale Murakami ha apportato tagli ulteriori rispetto alle altre edizioni.

### Edizioni in italiano
- Haruki Murakami, L'uccello che girava le viti del mondo, traduzione di Antonietta Pastore, Baldini&Castoldi, 1999,  p. 739, ISBN 88-8490-059-X.
- Haruki Murakami, L'uccello che girava le viti del mondo, traduzione di Antonietta Pastore, collana Super ET, Einaudi, 2007,  p. 836, ISBN 88-06-18817-8.